# Soulanges (ancienne circonscription fédérale)
Pour les articles homonymes, voir Soulanges.
Soulanges est une ancienne circonscription électorale fédérale située dans l'actuelle municipalité régionale de comté de Vaudreuil-Soulanges en Montérégie au Québec (Canada). Elle existe de 1867 à 1917.
C'est l'Acte de l'Amérique du Nord britannique de 1867 qui créa ce qui fut appelé le district électoral de Soulanges. La circonscription sera fusionnée à celle de Vaudreuil en 1914.

## Géographie
La circonscription de Soulanges comprenait les anciennes seigneuries de Soulanges et de la Nouvelle-Longueuil, ainsi que d'une partie du canton de Newton (actuelle municipalité de Sainte-Justine-de-Newton).

## Députés
1. 1867-1872 — Luc-Hyacinthe Masson, Conservateur
2. 1872-1882 — Jacques-Philippe Lantier, Conservateur
3. 1882¹-1883 — G. Saveuse de Beaujeu, Conservateur
4. 1883¹-1891 — James William Bain, Conservateur
5. 1891-1892 — Joseph-Octave Mousseau, Indépendant
6. 1892¹-1896 — James William Bain, Conservateur (2)
7. 1896-1908 — Augustin Bourbonnais, Libéral
8. 1908-1911 — Joseph-Arthur Lortie, Conservateur
9. 1911-1917 — Wilfrid Laurier, Libéral

- ¹ = Élections partielles